# Nicolaus Andreæ
Nicolaus Andreæ (senare Nicolaus Andreæ Rehn, född i Öjebyn, Piteå, död 1628 i Piteå, var kyrkoherde i Piteå 1600–1628. 
Nicolaus Andreæ var son till sin företrädare i ämbetet, Andreas Nicolai, som i sin tur tros ha varit son till den förmögne birkarlen Nils Olofsson i Öjebyn. Nicolaus Andreæ, eller herr Nils som han ofta kallades, prästvigdes år 1581 och arbetade därefter som faderns medhjälpare och ställföreträdare. Efter faderns död tillträdde han pastoratet 1600. I likhet med sin far och farfar drev Nicolaus Andreæ handel med samerna, och trots att prästerna 1611 förbjöds att ägna sig åt sådan verksamhet upptogs han 1613 bland de birkarlar som betalade tull.

## En samisktalande präst
Som kyrkoherde i Piteå hade herr Nils även ansvar för samerna i Pite lappmark. När en kyrka skulle byggas i Arvidsjaur 1606 och Pite lappmark därmed bli en egen församling begärde samerna att få behålla honom, eftersom han var den ende som kunde predika för dem på samiska. Han fick ansvar för kyrkobygget och insattes även provisoriskt som kyrkoherde i det nya pastoratet. 
Så långt som till att lämna prästgården i Piteå och flytta till Arvidsjaur ville han dock inte gå, och därför gjorde Karl IX i stället Lars Olai till förste pastor i Pite lappmark. När inte heller Lars Olai flyttade upp till lappmarken utan förblev bosatt vid Piteå kyrka började herr Nils agera för att återfå ansvaret för lappmarken. Han författade en klagoskrift till Gustav II Adolf och påtalade att Lars Olai endast drog upp till Arvidsjaur två gånger om året, en månad kring jul och en vecka kring vårfrudagen i fastan, och då predikade på svenska, vilket samerna inte förstod. Om herr Nils återfick ansvaret för lappmarken skulle han inte bara predika för samerna på deras eget tungomål, utan även färdigställa några böcker på samiska som påbörjats av hans far. 
Kort efter att herr Nils skickat detta klagobrev till kungen förordnades han till kyrkoherde även för samerna i Pite lappmark och uppmanades att låta trycka de utlovade böckerna. Detta var 1614, och samma år upphörde samtliga lappmarksförsamlingar att vara självständiga pastorat och blev i stället under några decennier annex under de gamla kustsocknarna.

## De första böckerna på samiska

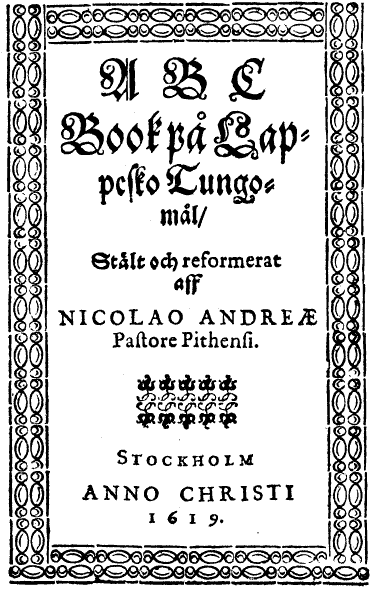
Titelblad till den första tryckta boken på samiska, ABC Book på Lappesko Tungomål

I enlighet med sitt löfte meddelade Nicolaus Andreæ 1617 att en abc-bok och en mässbok på samiska fanns tillgängliga för tryckning. De utkom 1619 och blev de första tryckta böckerna på samiska. K.B. Wiklund, som analyserat de båda böckerna, menar att de är så dåligt översatta att Nicolaus Andreæ måste ha haft mycket bristfälliga kunskaper i det samiska språket. Orden radas ofta upp efter varandra utan böjning. 
Språket avslöjar också ett starkt inflytande från finskan, vilket tyder på att skribenten var betydligt mera hemmastadd i finska än i samiska. Eftersom Nicolaus Andreæ tycks ha utgått från texter som från början skrivits av fadern är det inte säkert att det var han själv som hade dessa kunskaper. Man vet att fadern, Andreas Nicolai, under en period var kyrkoherde i Torneå, varför det verkar troligt att han behärskade finska. Möjligen var han också av finskt ursprung.

## Lappskolan i Piteå
När Nicolaus Andreæ 1617 meddelade att böckerna var klara erbjöd han sig också att hålla skola för samebarn och lära dem läsa på samiska, svenska och latin. Kung Gustav II Adolf understödde detta och beviljade medel för undervisning av sex samiska pojkar, som också skulle hållas med mat och kläder. Det yttersta syftet var att få fram samisktalande präster. Detta blev den första lappskolan i Sverige. När herr Nils dog 1628 fanns dock bara tre pojkar i skolan. Såvitt bekant prästvigdes ingen av herr Nils elever, men två blev lärare och predikanter vid Skytteanska skolan i Lycksele.

Enligt släktforskare är Nicolaus Andreæ kusin med ärkebiskopen Nicolaus Olai Bothniensis. Andreæ var gift med Margareta, som dog fyra år efter sin man. Paret fick en son och fyra döttrar.[källa behövs]